# J. David Moore
J. David Moore (Boston, 1962) is een Amerikaans componist, muziekpedagoog, arrangeur en dirigent.

## Levensloop
Moore was al op zesjarige leeftijd lid van een knapenkoor. In zijn schooltijd kwam hij verder in contact met de muziek, vooral in de verbinding van tekst (of woord) en muziek. Toen begon hij ook al met eenvoudige composities. Sindsdien schreef hij meer dan 200 arrangementen van vocale muziek (jazz, spirituals, Keltische muziek, marsliederen, hymnen, madrigalen uit de 16e eeuw). Hij kreeg studiebeurzen van de "Jerome Foundation", de "McKnight Foundation" en het "American Composers Forum". Na zijn muziekstudie componeerde hij liederen, oratoria, muziek voor slagwerk-ensemble, strijkkwartet, harmonie- en barokorkest, gestemde wijnglazen. Hij schreef ook muziek voor een openlucht evenement, genaamd Solstice River, dat in de choreografie van Marylee Hardenbergh sinds 1997 ieder jaar op de Stone Arch Bridge (stenen boogbrug) in Minneapolis wordt uitgevoerd.
Als muziekleraar werkte hij aan basis- en middelbare scholen alsook aan scholen voor het voortgezet onderwijs in het Amerikaanse middenwesten. Hij is dirigent en organist aan de "Nativity Episcopal Church" in Burnsville. Als dirigent werkt hij voor twee professionele koren, namelijk The Village Waytes en Dare To Breathe. Voor de uitgave van zijn werken richtte hij een eigen muziekuitgeverij Fresh Ayre Music op. Moore is lid van de American Society of Composers, Authors and Publishers (ASCAP) en van het American Composers Forum.

## Composities

### Werken voor harmonieorkest
- The Monument March Passport Series
- The Mountain That Was God

### Muziektheater

#### Opera's
| Voltooid in | titel                                  | aktes | première | libretto |
| ----------- | -------------------------------------- | ----- | -------- | -------- |
|             | Zoogoog Zephloyd Invades!, Kinderopera |       |          |          |

### Vocale muziek

#### Werken voor koor
- 2008 Candles In Our Hearts, voor tweestemmig kinderkoor en piano - tekst: Patricia McKernon Runkle
- Á Belen, voor sopraan, alt, tenor, bariton solo, gemengd koor, viola da gamba (of cello) en vihuela da mano (of gitaar) - tekst: Juana Inés de la Cruz
- A Few Gentle Admonitions, voor gemengd koor en piano - tekst: Drew Jansen
- Annua Gaudia, voor tenor solo en gemengd koor a capella - tekst: anoniem, vanuit het midden eeuw Spaans
- Arizona Drought, voor mezzosopraan, bariton solo, gemengd koor, dwarsfluit, klarinet, harp, slagwerk en strijkers - tekst: Navajo, vertaling: Hilda F. Wetherill
  1. Drought
  2. Rain Chant
  3. Rain
- Baruch Ata Adonai, voor gemengd koor en piano - tekst: Hebreeuws
- Bound to the Wave, voor bas solo en mannenkoor (of mannenkwartet) a capella - tekst: Mark Dietrich
- Calling the Tiger, voor alt solo en zesstemmig gemengd koor a capella - tekst: David Moore
- Coffee Calling, voor gemengd koor - tekst: Mark Dietrich
- Creation Prayer, voor mezzosopraan solo, unisono koor, piano en orgel - tekst: Fjodor Michajlovitsj Dostojevski
- Crossing the Bar, voor gemengd koor - tekst: Alfred Lord Tennyson
- Deep River, voor mezzosopraan en mannenkoor
- Der Donaudampfschiffahrtsgesellschaftskapitän, voor gemengd koor - tekst: Loube
- Down In the River To Pray, voor gemengd koor - tekst: vanuit de Appalachen regio
- Ezekiel Saw de Wheel, voor sopraan solo en vrouwenkoor[1]
- Fear No More the Heat o' th' Sun, voor vijfstemmig gemengd koor - tekst: Philip Rosseter
- Fern Hill, voor zesstemmig gemengd koor - tekst: Dylan Thomas
- Follow the Drinkin' Gourd, voor alt solo en gemengd koor (of vrouwenkoor)
- Gaudete, voor sopraan, tenor solo, zesstemmig gemengd koor en slagwerk
- Hashkiveinu, voor tenor solo, gemengd koor en orgel
- Hymn To Christ the Savior, voor gemengd koor, orgel, handbellen en triangel
- I Been In de Storm, voor bas solo en zevenstemmig gemengd koor
- i carry your heart with me, voor gemengd koor - tekst: E.E. Cummings
- I Find You, Lord, In All Things, voor tenor solo, gemengd koor en sopraanblokfluit - tekst: Rainer Maria Rilke
- I Heard the Bells On Christmas Day, voor gemengd koor en handbells - tekst: Henry Wadsworth Longfellow
- I Wonder As I Wander, voor vrouwenkoor, dulcimer en gitaar
- Icicle Blue, voor mannenkoor en piano - tekst: Holly Near
- Il est né le divin enfant (He is born, the divine child), voor zesstemmig gemengd koor en whistle
- In the Sky of Winter, voor vrouwenkoor - tekst: Tom Hennen
- Joyful Noises, voor tweestemmig kinderkoor, sopraanblokfluit, dwarsfluit, 2 gitaren, strijkers en piano - tekst: Paul Fleischman
  1. Fireflies
  2. Whirligig Beetles
  3. The Digger Wasp
  4. Cicadas
- Kentucky Reels, voor gemengd koor en piano
- La Águila, voor sopraan, alt, bas solo en gemengd koor - tekst: Hernando de Talavera
- Let Peace Fill the Earth, voor zesstemmig mannenkoor a capella - tekst: Ray Makeever
- Love Will Guide Us, voor gemengd koor - tekst: Sally Rogers
- May God Bless You and Guard You/Y'varechachah, voor tenor solo, gemengd koor en orgel
- May the Words of My Mouth, voor sopraan solo (of tenor solo), gemengd koor en orgel
- My Shepherd Will Supply My Need (Psalm 23), voor mannenkoor a capella
- Name Above All Earthly Names, voor bariton solo, gemengd koor en orgel - tekst: Brief van Paulus aan de Filippenzen 2:5-11
- Navajo Blessing, voor gemengd koor en piano - tekst: Navajo
- Rise Up, My Love, voor gemengd koor - tekst: Het lied van Salomon
- Rise Up, Shepherds, and Follow, voor gemengd koor en piano
- Seinn O, voor gemengd koor (of mannenkoor) a capella[2]
- Shir L'Shalom, voor 2 tenoren solo, gemengd koor (of vrouwenkoor; of mannenkoor), gitaar (of piano) (naar een oorspronkelijke compositie van Yair Rozenblum) - tekst: Ya'akov Rotblit
- Sing to the Lord a New Song - Psalm 98, voor gemengd koor, orgel en handbells
- Sonnet 104, voor gemengd koor en hoorn - tekst: William Shakespeare
- Step By Step, voor vrouwenkoor
- Study War No More, voor mannenkoor (of vrouwenkoor)
- Suite "Drottning Christina", voor solisten, gemengd koor, 2 violen, luit, viola da gamba, slagwerk - tekst: Georg Stiernhielm
- Swing Down, Sweet Chariot, voor tenor solo en mannenkoor
- Te Deum, voor unisono of gemengd koor, orgel, handbells en koperblazers
- The Ditchling Carol, voor bariton solo, gemengd koor en 2 slagwerkers - tekst: trad. Engels
- The Next Table Over, voor solisten en gemengd koor
- The One and Only Day, voor vrouwenkoor - tekst: Tom Hennen
- The Rock Island Line, voor bariton en gemengd koor - tekst: Huddie Ledbetter
- The Scent of Jasmine in the Wilderness, voor tenor en bariton solo, twee mannenkoren, altviool, cello, contrabas, harp, piano en slagwerk - tekst: Anne Frank, Etty Hillesum, Nazi regime, W.H. Auden
- The Twelve Days of Christmas, voor mannenkoor
- The World, voor gemengd koor - tekst: George Herbert
- The World's Desire, voor kinderkoor (of sopraan solo), gemengd koor, piano en orgel (or orkest) - tekst: G.K. Chesterton
- There Are Hundreds Of Ways To Kneel and Kiss the Ground, voor gemengd koor en buisklokken - tekst: Jalal ad-Din Rumi
- To Drive the Cold Winter Away, voor gemengd koor
- Veni, Veni, voor vrouwenkoor - tekst: vanuit de 12e eeuw, vertaling: Mark Dietrich
- Vzyaw bi ya Banduru (I Will Take a Bandura), voor gemengd koor - tekst: Oekraïens
- Was Weiß Denn die Welt (What does the world know), voor zesstemmig gemengd koor
- Waulking Songs, voor solisten en vrouwenkoor
- We Are the Choir, voor gemengd koor, piano en 5 slagwerkers - tekst: van de componist
- We Belong To the Earth, voor vrouwenkoor, keyboard, contrabas (of basgitaar) en slagwerk - tekst: Ted Perry
- We Shall Overcome, voor gemengd koor
- We Walk By Faith and Not By Sight, voor bariton solo en gemengd koor
- Were You There?, voor tenor solo en mannenkoor
- Will the Circle Be Unbroken, voor vrouwenkoor
- Yonder Come Day, voor gemengd koor

#### Liederen
- Album, voor sopraan en piano
- Ayre For Anna, voor bas, klavecimbel, 2 violen en cello
- Gentle Rain, voor zangstem en piano
- Swimming in the Absence of Water, voor zangstem en piano
- Three Christmas Megalinaria, voor mezzosopraan en orgel
  1. Maghi ke Pimenes
  2. Megalinarion
  3. Yenesis Sou Christe

### Kamermuziek
- Hosanna, voor koperkwartet en pauken
- Solstice River Fanfare, voor trombonekwartet

### Werken voor piano
- A Birthday Rondo
- Piano Miniatures

### Werken voor slagwerk/percussie
- Skins

## Media
1. ↑  Ezekiel Saw de Wheel door New Mexico Music Educators Association All State Treble Choir 2006 o.l.v. Edith Copley
2. ↑  Seinn O door Millikin University Choir